# Нивра

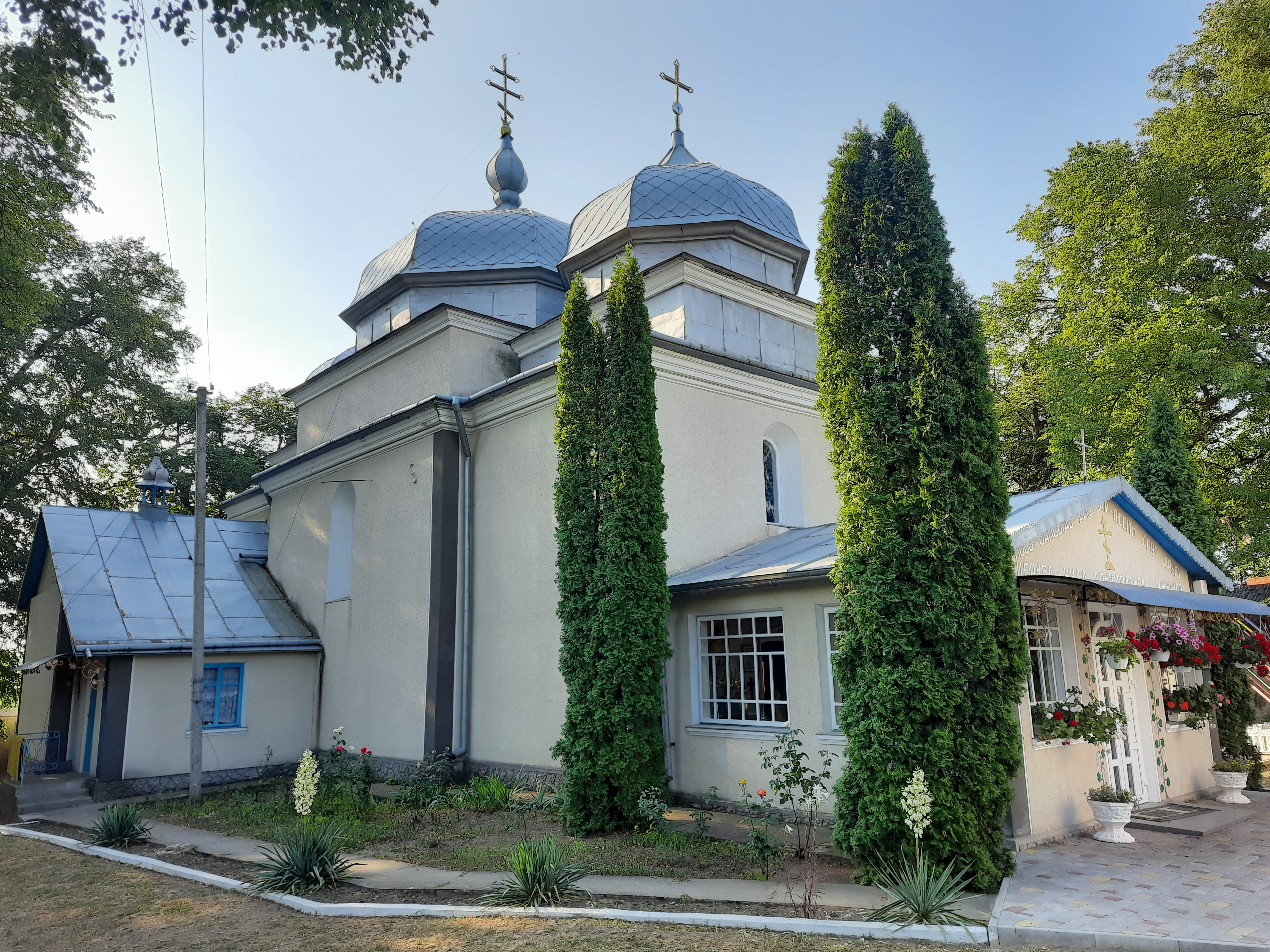
Церква св. Архістратига Михаїла (1871р.)

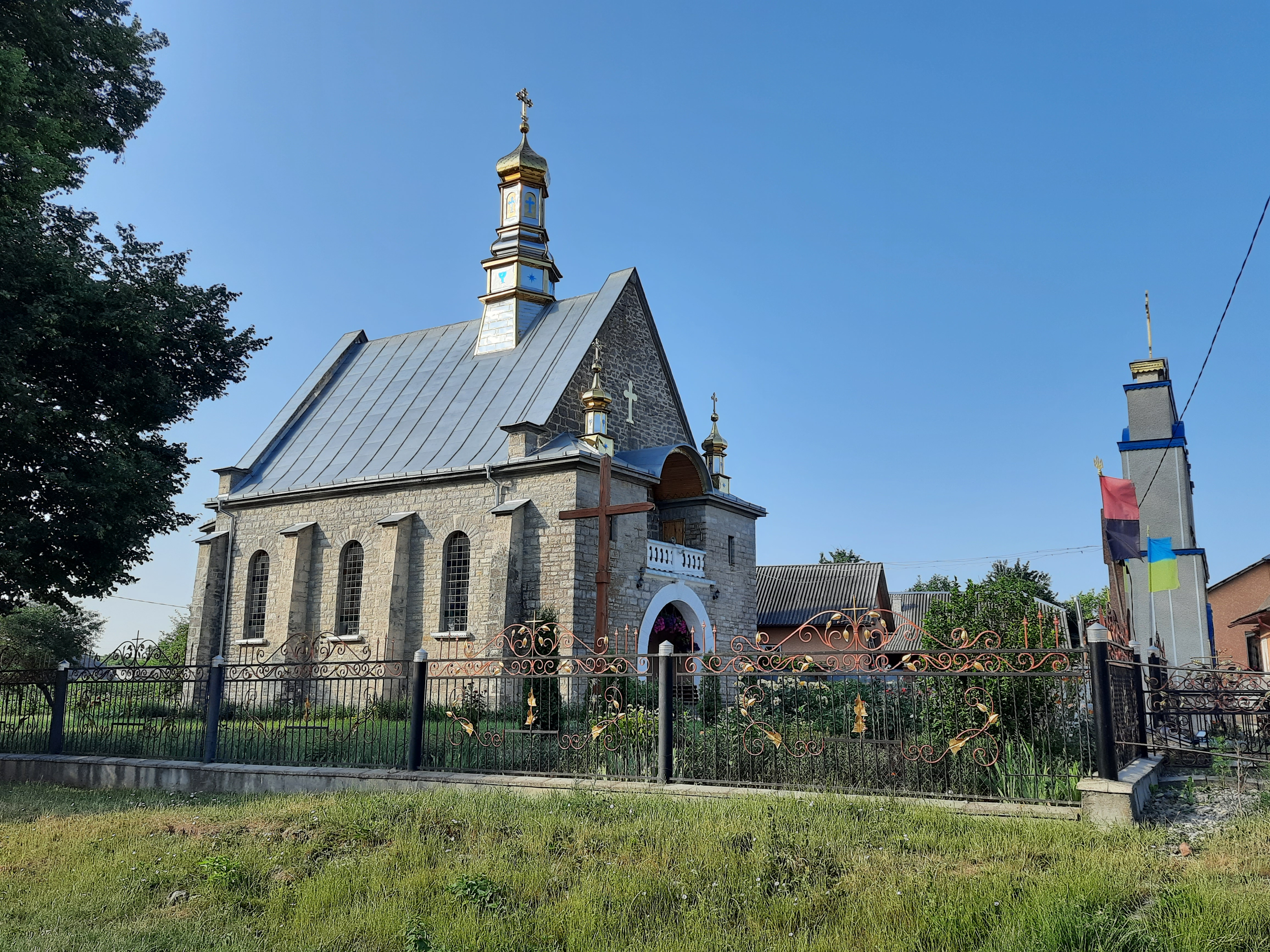
Костел (1939; нині УГКЦ, реставровано в 2014 р)

Ни́вра — село в Україні, у Скала-Подільській селищній громаді Чортківського району Тернопільської області.
Населення — 837 осіб (2001).
Є гідрологічна пам'ятка природи місцевого значення — Ниврянське джерело.

## Назва
Поблизу Ниври виявлено археологічні пам'ятки мезоліту та давньоруської культури.
Село з давніх-давен називалося Нівра. Однак у радянські часи на печатці сільської ради було написано по російськи «Нивра». В часи незалежності керівництво села не поспішало виготовляти печатку українською мовою, тому село з Ніври, через бюрократичну недбалість, перетворилося на Нивру.

## Географія
Село розташоване на відстані 365 км від Києва, 125 км — від обласного центру міста Тернополя та 25 км від міста Борщів. Розташоване на річці Збруч, на сході району.

### Клімат
Нивра знаходяться в межах вологого континентального клімату із теплим літом. Але діяльність людини досить часто призводить до екоциду, поганих змін та глобального потепління. Рівень наповнення річок водою по області становить лише 20 % від необхідного стандарту, значна частина земної поверхні стає посушливою. Для покращення ситуації варто було б проводити ревайлдинг, відновлювати екосистеми та лісові насадження.

## Історія
Великий князь Литовський Вітовт, коли володів Західним Поділлям (1411-1430 рр.), подарував низку сіл, в тому числі і Нівру Кам’янецькій латинській катедрі. Перша писемна згадка про село - 1498 р., як Велика Нівра (Nyewra Maior).
З 1947 року мешканці села зазнали каральної акції операції «Захід».
З 24 серпня 1991 року село входить до складу незалежної України.
До 2015 адміністративний центр Ниврянська сільська рада, якій було підпорядковане село Залуччя. Від вересня 2015 року ввійшло у склад Скала-Подільської селищної громади. Об'єднання в громаду має створити умови для формування ефективної і відповідальної місцевої влади, яка зможе забезпечити комфортне та безпечне середовище для проживання людей.
12 червня 2020 року, відповідно до розпорядження Кабінету Міністрів України № 724-р «Про визначення адміністративних центрів та затвердження територій територіальних громад Тернопільської області» увійшло до складу Скала-Подільської селищної громади.
19 липня 2020 року, в результаті адміністративно-територіальної реформи та ліквідації Борщівського району, село увійшло до складу новоутвореного Чортківського району.

## Населення

### Мова
За даними перепису населення 2001 року мовний склад населення села був таким:
| Мова       | Чисельність | Відсоток |
| ---------- | ----------- | -------- |
| українська | 834         | 99,64%   |
| російська  | 3           | 0,36%    |
| Усього     | 837         | 100%     |

## Релігія
- церква Чуда святого архистратига Михаїла в Хонах (1718, кам'яна, ПЦУ);
- церква Чудо святого архістратига Михаїла (1937, переобладнана з костелу, кам'яна, УГКЦ).

## Пам'ятки
Споруджено пам'ятник воїнам-односельцям, полеглим у німецько-радянській війні (1968), встановлено пам'ятний хрест на честь скасування панщини, насипано символічну могилу Борцям за волю України (1992).
Споруджено джерело із цілющою водою «Кам'янка» (1987). Споруда освячена українською автокефальною правосланою церквою. Щороку на Водохрестя тут освячується вода

## Соціальна сфера
Діють загальноосвітня школа І-ІІ ступенів, Будинок культури, бібліотека, дошкільний заклад, амбулаторія, аптека, відділення зв'язку, кафе, 3 торговельні заклади.

## Відомі люди

### Народилися
- Василь Боєчко (нар. 1955) — український історик та дипломат.
- Василь Гаврилюк (1922—2012) — український співак.
- Віктор Камінський (нар. 1953) — український композитор, заслужений діяч мистецтв України, лауреат Шевченківської премії.
- Петро Наконечний (нар. 1936) — український педагог.
- Василь Патралюк (1921—1995) — український педагог.
- Михайло Пакалюк (1920—1994) — український лікар.
- Володимир Росткович(1972-2024)—український військовик, учасник російсько-української війни[5].
- Степан Саранчук (нар. 1935) — український педагог, науковець і громадський діяч.
- Павло Сенищ (нар. 1959) — український банкір, заслужений економіст України.
- Петро Фігуш (1901—?) — комендант жандармерії залізничного транспорту УГА.
- Михайло Ципняк (нар. 1943) — український господарник.

### Пов'язані зі селом
- о. Теодор Мицько — священик УГКЦ, парох села, дід українського історика Ігоря Мицька[6].
- Андреа Андерман — Почесний громадянин села.